# Pomnik Michała Kajki w Ełku
Pomnik Michała Kajki w Ełku – monument poświęcony mazurskiemu poecie ludowemu Michałowi Kajce, zrealizowany w 1958 r. przez rzeźbiarkę i poetkę – Balbinę Świtycz-Widacką.

## Opis pomnika
Monument prezentuje nadnaturalnej wielkości postać poety z Ogródka. Pomnik wykonany został z naturalnej barwy piaskowca. Umieszczony jest na granitowej podstawie. Początkowo na pomniku umieszczony był mosiężny napis „Michałowi Kajce – Rodacy – 1958 r.”. Ludowy poeta trzyma w ręku znak Rodła – znak przedstawiający bieg rzeki Wisły wraz z zaznaczonym Krakowem, używany przez Związek Polaków w Niemczech od 3 grudnia 1932, u stóp Kajki umieszczono postaci dwojga dzieci.
Pomnik zlokalizowany jest w Parku Solidarności, położonym w centrum Ełku(na skrzyżowaniu ulic: Armii Krajowej, Jana i Hieronima Małeckich, 3 Maja i Mickiewicza).

## Historia
Idea stworzenia pomnika Michała Kajki pojawiła się w związku z jubileuszem 100-lecia urodzin poety. Rok przed obchodami rocznicy – w 1957 r. – z inicjatywy Związku Literatów Polskich w Olsztynie, powołano do życia Komitet Obchodów Setnej Rocznicy Urodzin Poety Mazurskiego Michała Kajki, w składzie którego znalazło się 22 członków. Oprócz literatów (poetów, pisarzy), w skład komitetu weszli przedstawicieli elit ówczesnej władzy. Przewodniczącym gremium został Jerzy Cichowicz – urzędnik państwowy, aktywny działacz Polskiego Towarzystwa Turystyczno-Krajoznawczego i przewodnik po regionie. Podczas obrad komitetu podjęto decyzję, że kulminacyjnym punktem obchodów 100. rocznicy urodzin poety będzie odsłonięcie jego pomnika w Ełku w 1958 r.
Projekt zdecydowano się sfinansować w ramach zbiórki społecznej. W Olsztynie wydrukowano cegiełki, które były rozprowadzane przez Społeczny Komitet Kajkowski w Ełku. Łącznie w obiegu znalazło się 17 282 cegiełek na sumę 111 660 złotych. Dzięki akcji jedynie w samym Olsztynie i ówczesnym woj. olsztyńskim zebrano kwotę 49 482 złotych. Sprzedaż cegiełek realizowana była również na Białostocczyźnie i w okolicach Łomży. Zgromadzoną łączną sumę ponad 400 tysięcy złotych, zdecydowano się wydać na zapłatę za wykonanie pomnika i wydanie dwóch tomów wierszy Michała Kajki.
W akcję włączyło się wielu działaczy lokalnych. Jak wspominała Jadwiga Piskorska, jej ojciec Kazimierz Pacer, przedwojenny nauczyciel polskiej szkoły w Skajbotach i działacz mazurski, zaangażował się w akcję zbierania środków na budowę pomnika, wyszukując w książkach telefonicznych adresy rzemieślników w całej Polsce i wysyłając im kartki z informacją o „cegiełkach” na budowę pomnika Kajki. 
W czerwcu Komitet Kajkowski skierował do Prezydium Miejskiej Rady Narodowej w Ełku wniosek o „wydanie zlecenia rozbiórki poniemieckiego pomnika wzniesionego z kamienia na skwerze ku czci poległych dragonów w I wojnie światowej stacjonujących w Ełku”.
Projekt cokołu został zlecony dwóm inżynierom z Białegostoku ze Związku Polskich Artystów Plastyków. Natomiast projektantką artystyczną pomnika została Balbina Świtycz-Widacka z Olsztyna. 

– Pracę nad pomnikiem rozpocznę dopiero wiosną. Rodzi się jednak nowe zagadnienie – gdzie mam to robić? Nie mam pracowni – w tym jednym pokoju?
– A może w łazience – podpowiedziałem – blisko woda...
– Cóż z tego, kiedy łazienka wspólna...

Łączny koszt wykonania monumentu wyniósł 80 tysięcy złotych i został sfinansowany ze środków komitetu obchodów w Olsztynie. Koszty cokołu i pozostałej robocizny przy montażu pomnika w kwocie 41 tysięcy złotych zostały poniesione przez komitet w Ełku.

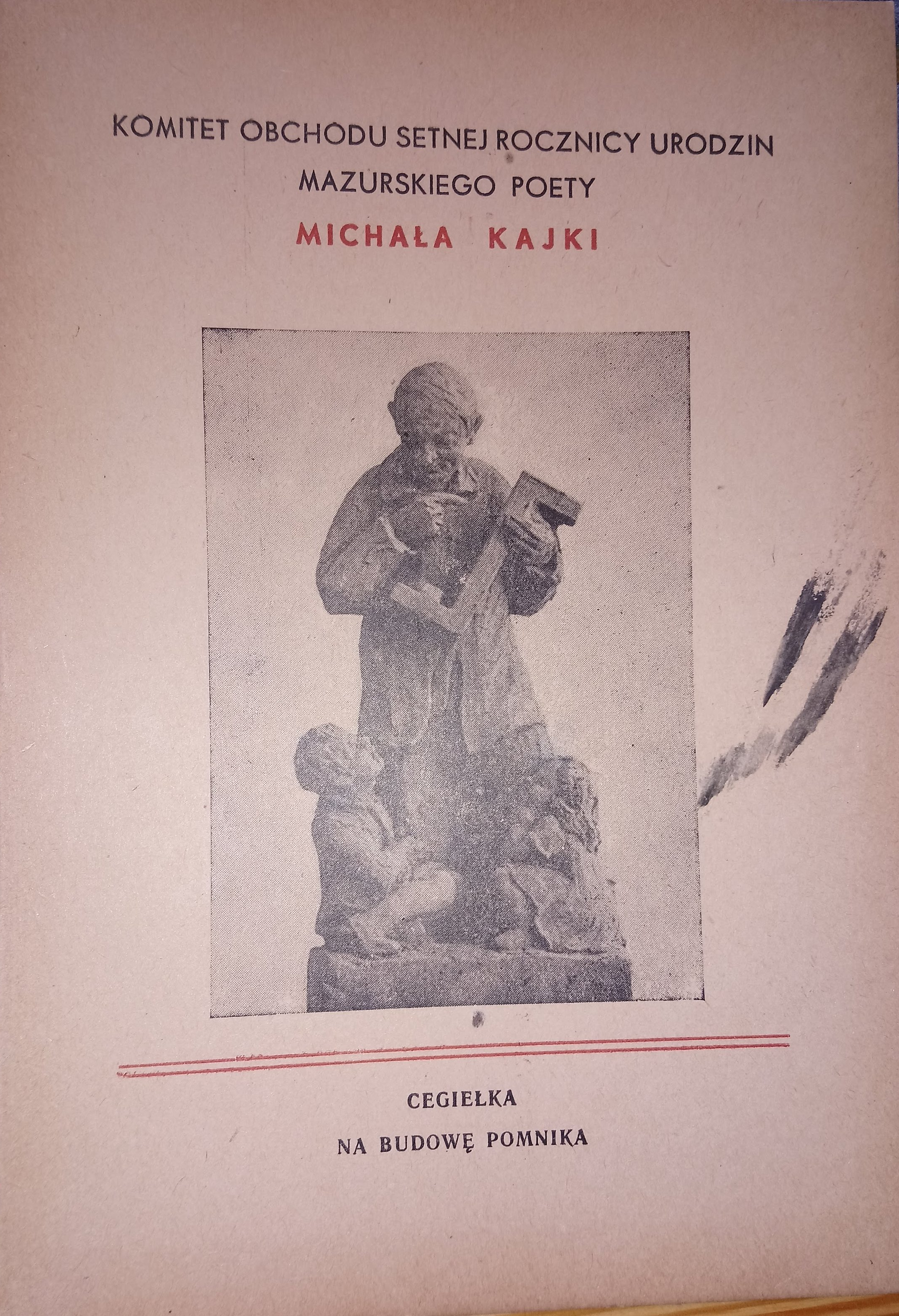
Cegiełka na budowę pomnika Michała Kajki w Ełku

Rzeźbiarce pozował syn poety Adolf. Pomysł, aby to on był modelem w pracach artystki zasugerowała pisarka i działaczka Emilia Sukertowa-Biedrawina, która znała i Michała Kajkę, i Adolfa. Przed samą uroczystością odsłonięcie monumentu Adolfa Kajkę odwiedzali dziennikarze, którzy przygotowywali reportaże wspomnieniowe o jego ojcu. 

Kiedy zdecydowano na jednym z zebrań organizacyjnych związanych z uroczystością urodzin Kajki odsłonięcie w Ełku pomnika „wieszcza i nauczyciela mazurskiego ludu”, poddałam myśl, aby artystce rzeźbiarce p. Świtycz-Widackiej do postaci na pomniku pozował syn Michała. Artystka uznała mój wniosek za słuszny. Wykonała istotnie głowę, twarz, ręce i całą postać, tak jak ja go widziałam i widzę oczyma duszy.

Odsłonięcie pomnika nastąpiło 28 września 1958 r. (w 100. rocznicę urodzin poety). Do Ełku przyjechali przedstawiciele kultury i władz centralnych. Wśród gości znalazł się Melchior Wańkowicz, który poznał Kajkę w 1935 r., a spotkanie z nim opisał w książce „Na Tropach Smętka”. W uroczystościach udział wzięli również: poetka mazurska Maria Zientara-Malewska, a także stara Mazurka z Ogródka – Anna Strupkina i Gustaw Tenski, którzy dobrze pamiętali Michała Kajkę. Odsłonięcia pomnika dokonał wiceminister Janusz Zaorski. 24 lutego 1956 r. Jerzy Cichowicz, przewodniczący Komitetu Kajkowskiego skierował zaproszenie do Władysława Gomułki. Pierwszy sekretarz PZPR nie przyjechał jednak na uroczystości. 

Społeczeństwo Polski Ludowej winno w swym sprawiedliwym sercu położyć kres tym nieprawościom i przez zmianę stosunku do tutejszej ludności ukrócić ucieczkę jej na zachód, należałoby zjednać serca Mazurów i Warmiaków, którzy wybaczą krzywdy im poczynione jak to wybaczył syn poety mazurskiego Adolf Kajka mówiąc: ja inteligencję polską znam, gdybym nie znał polskiej inteligencji byłoby mnie dużo ciężej. Wiem, że ludzie, którzy nas krzywdzą, to są ciemni ludzie, którzy nawet historii nie znają. Tym ludziom trzeba wybaczyć i ja wybaczam.

## Ciekawostki
- Po wizycie w Ełku na łamach „Trybuny Ludu” Melchior Wańkowicz skrytykował organizatorów uroczystości.

- Pomnik odgrywał ważną rolę w życiu Ełku. Stąd przez wiele lat wyruszał Ogólnopolski Wyścig Kolarski im. Michała Kajki.
- Znak Rodła – symbol Związku Polaków w Niemczech został umieszczony na pomniku, mimo że sam poeta nie należał do tej organizacji, ale zdaniem historyków – symbol polskości na pomniku można uzasadnić faktem, że Michała Kajka sympatyzował ze Związkiem Towarzystw Młodzieży w Prusach Wschodnich.
- Relacje z wydarzenia opublikowały liczne pisma regionalne: „Warmia i Mazury”, „Panorama Północy”, „Gazeta Białostocka”, „Głos Olsztyński” i wiele innych.
- Melchior Wańkowicz odmówił zabrania głosu w trakcie uroczystości tłumacząc się, że „nie było mnie na Mazurach ćwierć wieku”[20].

Przyjadę jako obserwator, od przemawiania proszę mnie zwolnić. Blisko ćwierć wieku nie byłem na Mazurach i nie mam pewności, czy teraz nie objeżdżałbym ich z równie ciężkim sercem. (…) Nie znoszę frazesów i mówić o Kajce, jak się urzeczywistniły jego marzenia, nie potrafię.